# Roman Berdnikov (militaire)
Pour les articles homonymes, voir Roman Berdnikov et Berdnikov.
Roman Borissovitch Berdnikov (russe : Роман Борисович Бердников), né le 1er août 1974 à Kamen-na-Obi en URSS, est un officier supérieur de l'armée russe qui commande le district militaire ouest depuis le 28 septembre 2022, remplaçant le général Alexandre Jouravliov.

## Biographie
En 2019, il est chef de la 29e armée ; il est commandant du district militaire est de 2018 à 2021. Il est nommé lieutenant-général le 10 décembre 2020. Le 8 octobre 2021 il est en Syrie inaugurant un complexe sportif à la base aérienne de Hmeimim ; il commande les forces russes en Syrie jusqu'au 9 mars 2022.